# ... и у прах ћеш се вратити
… и у прах ћеш се вратити је епизода Дилан Дога објављена у свесци бр. 137. у издању Веселог четвртка. Свеска је објављена 09.08.2018. Коштала је 270 дин (2,27 €; 2,65 $). Имала је 94 стране.

## Оригинална епизода
Оригинална епизода под називом …e cenere tonera објављена је премијерно у бр. 346. регуларне едиције Дилана Дога која је у Италији у издању Бонелија изашла 27.06.2015. Епизоду су нацртали браћа Раул и Ђанлука Честаро, сценарио написала Паола Барбато, а насловну страну нацртао Анђело Стано. Коштала је 3,5 €.

## Кратак садржај
Дилана посећује извршитељ који му на врата стана у Крејвен Роуду 7 чекићем закуца налог о принудном исељењу у року од пет дана због неплаћене кирије. (Дилан касније сазнаје да Гручо није платио кирију шест месеци, већ да је новац користио за личне потребе.) Дилан не жели да се исели из стана јер је он, са свим својим реквизитима и белешкама, временом постао део његовог идентитета. Истовремено, Дилан постаје све нервознији и почиње да сумња да неко жели да га уништи. Оптужује Груча да ради против њега и сарађује са имагинарним противницима. Тонући све више у параноични делиријум, Дулн се забаракадирао се у стан у нади да ће успети да избегне принудно исељење и остане вечно у њему. Останак у стану, међутим, постаје права ноћна мора. Дилан се буди у болници у којој се суочава са многим ”непознатим” ликовима, који тврде да су му пријатељи. На крају се суочава са самим собом, али са сопствнпм које представља његово ново ја.

## Значај епизоде
Ова епизода заокружује Диланово прилагођавање изменама и редефиницију Дилановог идентитета које су у серијал почеле да улазе епизодом (ДД-129). Инспекторк Блок одлази у пензију, а њега замењује непријатељски раположен инспектор Карпентер, његова помоћница Ранија Раким успева да избегне Диланова набацивања, а у ДД-132 појављује се Диланов нови архи-непријатељ — Џон Гоуст.
Епизода показује сукоб између старог и новог Дилана, одн. покушај старог Дилана да из себе истера све демоне, чудовишта и ноћне море које су се нагомилавали деценијама. У епизоди се појављујe мноштво ликова из популарне културе (навише филма) — Осми путник (Alien), Jabba the Hut, глумци Робин Вилијамс и Џек Николсон, као и главни протагонисти епизоде Јесењи скитачи (ДД-124).
У суштини, Дилан покушава да се у овој епизоди избори за своју слободу и редефиницију сопства као слободног човека. Разапет између старог и новог ја, Дилан је шокиран кад сазнаје (стр. 94) да је непозната особа откупила стан у Крејвен Роуду и поклонила га Дилану. Ово наговештава нову врсту аранжмана (симболичног затвора) у коме ће Дилан морати да живи. На ово се надовезује последња сцена која наговештава да се над Диланом надвила нова невоља у виду новог непријатеља, који је придобио Груча на своју страну.
На самом крају епизоде, разговарајући телефоном са мистериозним саговорником, Гручо изговара: “Све је реду, иако ништа није у реду", што је идентична реченица коју је на последњој страни у епизоди ДД-132 иговорио Џон Гоуст.

## Претходна и наредна епизода
Претходна епизода носила је наслов Духови чувари (ДД-136), а наредна Напуштени (ДД-138).